# لهجة حسانية

خارطة تظهر مدى انتشار الحسانية.

اللهجة الحسانية هي لهجة بدوية عربية، وكانت تتحدثها قبائل بني حسان الذين هاجروا إلى موريتانيا من شبه الجزيرة العربية مرورا بدول شمال إفريقيا والصحراء الكبرى وغرب إفريقيا بين القرنين الخامس عشر والسابع عشر. وقد تكون أقرب اللهجات المغاربية الأخرى إلى اللهجة الحسانية هي اللهجة الليبية، ولهجة جنوب تونس ووادي سوف بالجزائر. وتعتبر من أفصح اللهجات العربية، وذلك بحكم العزلة التي ظلت قبائل بني حسان العربية تعيش فيها في أعماق الصحراء الكبرى. بالنظر إلى حقيقة أن الدولة العثمانية لم تصل إلى موريتانيا، ولأن الاستعمار الفرنسي لم يزد على 60 عاماً وظل مهمشاً ومعزولا من قبل السكان، ولذا كانت التأثيرات الخارجية قليلة في اللهجة العربية. وإذا استثنينا تعابير أمازيغية وتعابير قليلة أخرى وولفية، (سنغالية) فإن اللهجة الحسانية تعتبر من أقرب اللهجات المعاصرة إلى اللغة العربية الفصحى.
وهناك أكثر من نبرة نطق داخل اللهجة الحسانية والفرق بينها هو كيفية النطق أي اللهيج.

## تعابير
تستخدم الحسانية كما في العربية المجاز لتعبير عن بعض الأمور بحيث أن من لا يعرف المعني المقصود من مثل هذا النوع من التعابير إلا من يعرف الحسانية جيدا بل إن بعضها يعرفه بعض سكان جهة معينة فقط.
- ذَلّي نَهْــواه = = محتَلْ البالْ
- شاكي للَّهْ = = مـنْ لَحْتلالْ

## التعابير الشهيرة ومعانيها
| التعبير بالحسانية          | المقابل بالعربية الفصحى    | المراد من التعبير                                            |
| -------------------------- | -------------------------- | ------------------------------------------------------------ |
| الشهر مات                  | مات الشهر                  | انتهى الشهر                                                  |
| اشطاري                     | ماذا طرأ                   | ماهي أهم الأحداث المستجدة                                    |
| الصالحين                   | أولياء الله الصالحين       | المقبرة والصالحين هنا تفائلا ورجاء بكونهم صالحين.            |
| أهل بسم الله الرحمن الرحيم | أهل بسم الله الرحمن الرحيم | الجن وذلك لأنه لا ينطق باسمهم (أي الجن) مباشرة حتى لا يحضروا |
| أشحالكم                    | كيف الحال                  | السلام                                                       |
|                            |                            |                                                              |

## خصائص اللهجة
تتميز اللهجة الحسانية بأنها لهجة تنطق كل الحروف العربية مع أنها تستبدل بعضها ببعض إلا أن الحروف العربية كلها بلا استثناء تنطق في اللهجة الحسانية.

### الحروف

#### الحروف العربية وطريقة نطقها
- القاف: ينطق كالجيم المصرية أحياناً وأحياناً ينطق قافاً كما في الفصحى.
- الغين: أحياناً وفي بعض المناطق الجغرافية ينطق كالقاف كما في كلمة (المقرب) بمعنى (المغرب). ونجد لهذا التصحيف مقابلا في بعض الدول الخليجية العربية
- الضاد : تنطق كحرف الظاء فمثلا كلمة (أبيض) تنطق بالحسانية (أبيظ).
- السين: أحياناً تنطق صاداً كما في (يصرگ) أي يسرق بتبديل القاف جيما مصرية كذلك، و(يصوگ) بمعنى يسوق وأحياناً تنطق كما في الفصحى.

#### الحروف غير العربية
- التاء المغلظة: كما في بعض اللهجات الخليجية ويستخدم الكاف أو التاء لتعبير عنه.
- الزاي المغل

### القواعد
- بدأ الكلمات بساكن: فمثلا كلمة قبر تنطق قْبر بتسكين القاف وفتح الباء.
- قصر التاء المربوطة: تنطق كلمات مثل الحجامة في الحسانية كـالحجام بفتح الميم وليس سكونها دون نطق التاء المربوطة.

## أسماء الأشهر الهجرية
تستخدم اللهجة الحسانية أسماء مختلفة قليلا للأشهر الهجرية :
| الشهر العربي  | المقابل في اللهجة الحسانية |
| ------------- | -------------------------- |
| محرم          | عاشوراء                    |
| صفر           | التْبَيِّعْ                     |
| ربيع الأول    | المولود                    |
| ربيع الثاني   | الاَبيظ الاول               |
| جمادى الأولى  | الاَبيظ الثاني              |
| جمادى الثانية | الاَبيظ الثالث              |
| رجب           | لِگْصَيِّرْ الاول                |
| شعبان         | لِگْصَيِّرْ الثاني               |
| رمضان         | رمضان                      |
| شوال          | الفَطر الاول                |
| ذو القعدة     | الفَطر الثاني               |
| ذو الحجة      | العيد                      |